# John Clements Wickham
John Clements Wickham (Leith, Escocia, 21 de noviembre de 1798-Biarritz, Francia, 6 de enero de 1864) fue un oficial de la Marina Real Británica que alcanzó el grado de capitán de navío. En Australia se desempeñó como juez de policía de la bahía de Moreton Distrito de Nueva Gales del Sur y luego como gobernador residente.
En la Marina Real Británica participó en las expediciones hidrográficas del Comandante Phillip Parker King y del comandante Robert Fitz Roy. Posteriormente fue designado comandante del HMS Beagle y efectuó el levantamiento de la costa noroeste de Australia. En 1841 se retiró por enfermedad. Se radicó en Australia donde se casó y formó familia.

## Nacimiento - Inicio de su carrera naval
John Clements Wickham nació en el puerto de Leith, Edinburg, Escocia el 21 de diciembre de 1798. Fue el tercer hijo de siete que tuvo el teniente de la Armada Real Samuel Wickham con su esposa Ellen Susannah Naylor.
John ingresó a la marina en febrero de 1812. En 1815 fue nombrado guardiamarina y embarcado en el HMS Nightingale y el 1818 transbordado el HMS Hyperion. En 1819 aprobó el examen para ser nombrado teniente. En 1826 fue comisionado teniente y asignado al HMS Adventure, un buque hidrográfico comandado por el capitán Phillip Parker King.

## Oficial del HMSAdventure- 1826-1830
En 1826 el teniente Wickham fue comisionado por el Almirantazgo británico para que se desempeñara a bordo del HMS Adventure que, junto con el HMS Beagle, participarían en la expedición de levantamiento hidrográfico de las costas de Uruguay, Argentina y Chile, específicamente desde el estuario del Río de la Plata, la costa atlántica de la Patagonia, el Estrecho de Magallanes, la Tierra del Fuego e islas hasta el cabo de Hornos, así como los canales fueguinos, patagónicos y chilotes de la costa de Chile hasta la isla de Chiloé bajo las órdenes del comandante Phillip Parker King quien además sería el comandante del HMS Adventure.
La comisión duró hasta octubre de 1830 y en estos años Wickham ganó gran experiencia en trabajos hidrográficos y manejo de una nave a vela. Experiencia que le sería de gran utilidad para sus próximas comisiones.

## Segundo comandante del HMSBeagle- 1831-1836
Wickham fue transborado al HMS Beagle en 1831 como segundo comandante. La nave estaba bajo el mando del capitán Robert Fitz Roy y tenía la misión de completar el levantamiento de la Patagonia y la Tierra del Fuego, estudiar otras islas del Pacífico y finalizar su viaje circunnavegando la Tierra.
El Beagle durante esta comisión embarcó al joven naturalista Charles Darwin que se convirtió en amigo de John. Darwin, que era diez años menor se expresó posteriormente así de Wickham: "es un excelente compañero. La persona más alegre de a bordo. Nadie en la nave vale ni siquiera la mitad de él". John llamaba a Darwin el "caza moscas".
Wickham también hizo durante el viaje una serie de bocetos que sirvieron para ilustrar la Memoria del viaje y el libro que posteriormente editó Darwin. Durante su visita a Chile en 1835, un terremoto de magnitud estimada como 8,5 seguido de tres tsunamis arrasó la ciudad de Concepción, y John poco después hizo un esbozo de la catedral destruida de la ciudad que Darwin insertó en su libro.
El HMS Beagle finalizó su viaje de levantamiento hidrográfico y circunnavegación de la Tierra el 2 de octubre de 1836.

## Comandante del HMSBeagle- 1837-1841
El 10 de enero de 1837, Wickham fue ascendido al grado de capitán y tomó el mando del HMS Beagle al que se le dio la tarea de efectuar el levantamiento de la costa noroeste de Australia. El segundo de a bordo era el teniente John Lort Stokes, quien había sido compañero de Wickham en los dos viajes anteriores del HMS Beagle.
En 1839, Stokes avistó una bahía natural a la que Wickham le puso puerto Darwin en homenaje a su antiguo compañero de viaje que en esa época aún no era famoso y faltaban 20 años para que publicara su libro sobre la teoría de la evolución de las especies.
En 1841, Wickham cayó enfermó y entregó el mando del buque a su segundo Stokes quien continuó el levantamiento y terminado este regresó a Inglaterra en 1843.

## Juez de Policía - Gobernador residente - Últimos años
Wickham estaba gravemente enfermo por lo que regresó a Inglaterra y se retiró de la armada. Una vez restablecido se preparó para volver a Nueva Gales del Sur y contraer matrimonio. El 27 de octubre de 1842 contrajo matrimonio con Anna McArthur.
No pasó mucho tiempo antes que recibiera una oferta para ocupar un puesto en la administración civil de la colonia. Su distinguida carrera naval, junto con sus años de residencia en la colonia de Nueva Gales del Sur, lo habían calificado para lo que se le ofrecía: Juez de policía de la bahía del distrito de Moreton con un sueldo de £300 anuales. En una minuta de 11 de enero de 1843 se detallaban sus funciones como magistrado de policía; sería el representante de la gobernación dentro del distrito y estaría encargado de la supervisión general de todos los intereses del gobierno dentro de ella.
A finales de enero de 1843 llegó con su esposa de tres meses de embarazo a Brisbane. Ocuparon la casa del comandante del antiguo régimen la que estaba en muy mal estado. Su esposa se relacionó con la comunidad participando activamente en la escuela dominical de la parroquia y enseñando en la escuela.
A medida que pasaba el tiempo Wickham vio la necesidad de construir una casa más acorde con su estatus social y oficial. Junto con un amigo compraron dos terrenos que daban al río Brisbane y al que llamaron Newstand. Su amigo Leslie procedió rápidamente a construir allí una casa de campo. En 1847 Wickham manifestó la intención de comprar la casa construida por Leslie, compra que se materializó ese año.
En 1851 la salud de Anna Wickham se deterioró y a finales de 1851 viajó a Sídney por razones médicas. Falleciendo en junio de 1852. Wickham regresó a Brisbane para reorganizar su vida, llevaba 10 años como juez de policía de Moreton Bay, sus tareas habían aumentado según aumentaba la población y además le habían subido su sueldo a £500 anuales.
El año 1857 fue importante en la vida de Wickham, tanto en su trabajo como en lo personal. Su posición fue elevada al rango de gobernador residente siendo automáticamente relevado de sus funciones como juez de policía y luego de una viudez de cinco años volvió a casarse. El 1 de octubre de 1857 contrajo matrimonio con Ellen Deering.
Al año siguiente se produjo la separación de la parte norte de New South Wales de la colonia madre. Como ahora iba a ser reemplazado como primer ciudadano por un gobernador, se le ofreció el puesto de tesorero colonial que rechazó decidiendo regresar con su familia a Gran Bretaña. El 24 de enero de 1860 Wickham con su familia dejó Brisbane viajando a Sídney y el 2 de febrero se embarcó en el Duncan Dunbar hacia Inglaterra. Durante la navegación nació el segundo hijo que tuvo con Ellen.
La familia se radicó en Elgin, Escocia en la casa de uno de sus hermanos. Wickham no obtuvo pensión pues tanto la gobernación de New South Wales, como la de Queensland no se pusieron de acuerdo en quien debía pagarla. Wickham decidió entonces ir a vivir al continente donde el costo de la vida era más barato, mientras tanto puso en venta su propiedad de Newstand.
Se trasladó con su familia al sur de Francia y el 6 de enero de 1864 falleció en Biarritz a consecuencias de un derrame cerebral.